# Тихонов Олександр Іванович (спортсмен)
Олександр Іванович Тихонов (рос. Алекса́ндр Ива́нович Ти́хонов) — радянський біатлоніст, чотириразовий олімпійський чемпіон.
Тихонов один із найвизначніших біатлоністів за всю історію цього виду спорту. Він
тренувався у новосибірському «Динамо». Серед його здобутків 9 золотих медалей чемпіонатів світу та чотири золоті олімпійські медалі. Усе своє олімпійське золото він виборов разом із товаришами зі збірної СРСР в естафетних гонках.
З 1996 по 2008 Тихонов працював президентом Союзу біатлоністів Росії. У 2007 його присудили до 3 років ув'язнення за участь у змові з метою замаху на вбивство, але був амністований одразу ж після винесення вироку.